# روبرت باليز
روبرت باليز (بالإنجليزية: Robert Bales)‏ ، من مواليد 30 يوليو 1973 ، عسكري سابق للقوات الأمريكية ، حكم عليه بالسجن المؤبد بسبب قتله لـ17 مدنيا افغانيا.

## نشأته وحياته الدراسية
نشأ روبرت في نورود بولاية أوهايو،  وهي من إحدى ضواحي مدينة سينسيناتي ، كان أصغر أبناء المكون من خمسة أشقاء ، وحضر ثانوية نورود ، وبعد المرحلة الثانوية انضم إلى كلية جبل القديس جوزيف ، ثم انتقل إلى جامعة أوهايو حيث درس تخصص الاقتصاد لثلاث سنوات ، وغادر الجامعة عام 1996م .
بعد مغادرته للجامعة ، عمل في سوق الأوراق المالية في خمس شركات للخدمات المالية بمدينة كولومبوس، أوهايو ، بعد افلاس الشركة التي عمل باليز عام 2000م ، اضطر روبرت الانضمام للقوات المسلحة الأمريكية عام 2000م

## الخدمة العسكرية
انضم باليز للقوات المسلحة في شهر نوفمبر عام 2001م ، وشارك في حرب العراق والعمليات العسكرية في أفغانستان ، وفي عام 2007م اصيب في عمليات هجومية بمدينة النجف العراقية ، كما تعرض للإصابة في الحادث سنة 2010 أثناء مهامة العسكرية.

## مذبحة قندهار
أرتكب روبرت جريمة قتل ضد 16 مدنيا أفغانيا بمدينة قندهار الأفغانية ، وذلك الشخص الوحيد الذي ارتكب هذه المذبحة بإطلاق النار على المدنيين بتاريخ 11 مارس 2012م ، وذلك خلال منتصف الليل وبالتحديد في قريتي الكوزاي وبلاندي .

## المحاكمة
حكم على روبرت باليز بالسجن مدى الحياة بتهمة قتل 16 مدنيا افغانيا ومن بينهم أطفال.